# كليفورد غيري
كليفورد غيري (بالإنجليزية: Clifford Geary)‏ هو رسام توضيحي أمريكي، ولد في 26 فبراير 1916 في الولايات المتحدة، وتوفي بنفس المكان في 31 مايو 2008.